# 宇佐美秀メイソン
宇佐美秀メイソン（うさみ ひで メイソン、2001年5月20日 - ）は、カナダの男性総合格闘家、キックボクサー。第4代RISEウェルター級王者。
大阪府大阪市出身。実兄は総合格闘家の宇佐美正パトリック。

## 経歴
幼少の頃から空手を習い、しばらくすると格闘技から離れて15歳から20歳までカナダで過ごす。20歳で日本に戻り、総合格闘技（MMA）を始める。パラエストラ東大阪などで、ストラッサー起一、金太郎らと練習を行いながら、アマチュア総合格闘技で試合経験を積み、2022年にプロ総合格闘家としてプロデビューを果たした。
2022年4月24、POUND STORMでプロ総合格闘技デビュー。スソンと対戦し、ダウンを奪われるなどして1-2の判定負け。
2022年12月からキックボクシングも始め、巌流島、KNOCKOUT、K-1、RISEの4団体に参戦して5連勝。
2024年、RISE WORLD SERIES 2024 FINALのウェルター級タイトルマッチで實方拓海と対戦し、3-0の判定勝ち。王座獲得に成功した。

## 人物
- キックの試合は基本的に水抜き無しで参戦している[4]。
- 総合格闘技とキックボクシングを並行して行っている。「MMAファイターに好きな選手が多いので最終的に知名度のある総合格闘家になることが目標」と語りながらも、キックの方も「寄り道しながら色々やっていければと思います」と話している[5][6]。

## 戦績

### プロキックボクシング
| キックボクシング 戦績 | キックボクシング 戦績 | キックボクシング 戦績 | キックボクシング 戦績 | キックボクシング 戦績 | キックボクシング 戦績 | キックボクシング 戦績 |
| --------------------- | --------------------- | --------------------- | --------------------- | --------------------- | --------------------- | --------------------- |
| 9 試合                | (T)KO                 | 判定                  | その他                | 引き分け              | 無効試合              |                       |
| 7 勝                  | 4                     | 3                     | 0                     | 2                     | 0                     |                       |
| 0 敗                  | 0                     | 0                     | 0                     | 2                     | 0                     |                       |

| 勝敗 | 対戦相手                 | 試合結果                   | 大会名                                                                        | 開催年月日     |
| △    | ジョ・サンへ             | 3R終了 判定0-0             | RIZIN WORLD SERIES in KOREA                                                   | 2025年5月31日  |
| ○    | ジェラルド・ヴィーラーデ | 2R 1:41 KO（膝蹴り）       | RISE ElDORADO 2025                                                            | 2025年3月29日  |
| ○    | 實方拓海                 | 5R終了 判定3-0             | RISE WORLD SERIES 2024 FINAL 【RISEウェルター級王座決定戦】                   | 2024年12月21日 |
| △    | 中野椋太                 | 2R 2:37 負傷判定1-0        | RISE WORLD SERIES 2024 OSAKA                                                  | 2024年6月15日  |
| ○    | 白須康仁                 | 2R 2:13 KO（右フック）     | TRHD presents K-1 WORLD MAX                                                   | 2024年3月20日  |
| ○    | 海斗                     | 2R 1:05 KO（左ストレート） | K-1 ReBIRTH2                                                                  | 2023年12月9日  |
| ○    | ジャマル・ワヒィム       | 1R 2:25 KO（右フック）     | KNOCK OUT 2023 vol.4 【ISKAインターコンチネンタルウェルター級暫定王座決定戦】 | 2023年9月16日  |
| ○    | 杉原新也                 | 3R終了 判定3-0             | KNOCK OUT 2023 SUPER BOUT “BLAZE”                                             | 2023年3月5日   |
| ○    | アルバート・クラウス     | 3R終了 判定3-0             | INOKI BOM-BA-YE×巌流島 in 両国                                                | 2022年12月28日 |

### プロ総合格闘技
| 総合格闘技 戦績 | 総合格闘技 戦績 | 総合格闘技 戦績 | 総合格闘技 戦績 | 総合格闘技 戦績 | 総合格闘技 戦績 | 総合格闘技 戦績 |
| --------------- | --------------- | --------------- | --------------- | --------------- | --------------- | --------------- |
| 1 試合          | (T)KO           | 一本            | 判定            | その他          | 引き分け        | 無効試合        |
| 0 勝            | 0               | 0               | 0               | 0               | 0               | 0               |
| 1 敗            | 0               | 0               | 1               | 0               | 0               | 0               |

| 勝敗 | 対戦相手 | 試合結果          | 大会名      | 開催年月日    |
| ×    | スソン   | 5分3R終了 判定1-2 | POUND STORM | 2022年4月24日 |

## 獲得タイトル
- ISKAインターコンチネンタルウェルター級暫定王座
- RISEウェルター級王座（防衛0）

### 空手 アマチュアキック
- 新極真空手全日本ドリームカップ優勝
- 新空手全日本大会K4グランプリ優勝
- 新空手ガオラカップ優勝
- 内田塾全日本大会(ジャパンゲーム)3連覇
- 白蓮会館全関東選手権優勝
- 覇王キックボクシング大会優勝
- 月心会グローブ空手道選手権優勝